# فردریک بارتر
فردریک بارتر (انگلیسی: Frederic Bartter) یک متخصص در زمینه غده درون‌ریز و متابولیسم اهل ایالات متحده آمریکا است. عمده شهرت وی به دلیل کشف Syndrome of inappropriate antidiuretic hormone secretion است.